# Zoogeografija
Zoogeografija (zoo- + geografija), geografija životinja, grana zoologije odnosno biogeografije koja proučava rasprostranjenost životinjskih vrsta na kopnu, pod zemljom i u vodama. Zadatak joj je da prouči uzroke i putove raseljivanja životinja u prostoru od davnih geoloških razdoblja do danas i da pronađe zakonitosti u rasprostranjenju životinjskih vrsta.
Osnovni su elementi ove znanosti:
- areal (područje rasprostranjenja neke životinjske vrste ili svojte) i
- fauna (sve životinjske vrste na nekom području).

Svestranim proučavanjem areala pojedinih životinjskih vrsta (veličina, oblik, postanak i mijenjanje areala kao produkta skupnog djelovanja suvremenih uvjeta i povijesnih faktora) utvrđuju se osnovni genetski i geografski faunistički elementi, a na tome se temelji mogućnost znanstvene analize i karakterizacije faune pojedinih dijelova zemlje, a i razdioba cjelokupnog životinjskog svijeta na prirodna zoogeografska područja. Faunistički se podaci prikupljaju odavno, ali prvi znanstveni radovi iz tog područja potječu tek iz XVIII st., a zoogeografija se oformila kao samostalna znanost tek u XIX st. Širi je zamah doživjela pojavom Darwinova djela O podrijetlu vrsta (1859.), a posebno radovima A. R. Wallacea. Osobito se razvila u posljednja dva desetljeća. Moderna otkrića u genetici dala su zoogeografskoj znanosti sustavniji uvid u nastanjena područja Zemlje. Kako je poznato, genetske mutacije uvjetuju dijeljenje jedne vrste u više novih vrsta. Nastanak novih vrsta zbiva se onda kad uslijedi tzv. genetska izolacija. Najčešći put, a po nekim autorima, čak i jedini mogući da bi se učvrstila novonastala vrsta, jest geografsko odvajanje jedne populacije (vidi Izolacija). Životinjski svijet naseljuje biosferu naše planete, tj. površinski dio Zemljine kore s pripadajućim slojem zraka (aerobij), mora (halobij) i slatkih voda (limnobij). U moru, gdje je i nastao život, nalaze se predstavnici svih tipova životinjskog carstva, a kopneni i slatkovodni životni prostor imaju u tom pogledu samo fragmentaran karakter, što potvrđuje da se njihova fauna razvila iz morske.